# Václav Trégl
Václav Trégl (10. prosince 1902 Bělá pod Bezdězem – 11. února 1979 Praha) byl český herec a komik. Jednalo se o výrazného figurkáře, který za svůj život vytvořil množství menších či drobných filmových rolí, které uměl ztvárňovat mistrovsky a značně osobitě.

## Život
Narodil se do rodiny zednického mistra Václava Tregla. Herectví se začal věnovat v patnácti letech ve studentském divadelním kroužku; později působil v bělském ochotnickém souboru. Od roku 1920 studoval na Dramatickém oddělení Pražské konzervatoře a po jejím absolutoriu v roce 1924  začínal hrát po různých avantgardních divadelních scénách, od roku 1929 až do roku 1935 působil v Osvobozeném divadle, poté do roku 1942 hrál v Divadle Vlasty Buriana. Po druhé světové válce hrál opět v divadle s Janem Werichem (v Hudebním divadle Karlín a v Divadle ABC). V letech 1955 až 1965 byl členem hereckého souboru Městských divadel pražských. V roce 1962 byl jmenován zasloužilým umělcem. Celkem za svůj život natočil 151 filmů, a přes 20 televizních inscenací, hrál i v televizních seriálech (Fantom operety 1971, Stříbrná pila 1978, 30 případů majora Zemana, Pan Tau, Hříšní lidé města pražského), hrál i v dokumentárních filmech (Aby nepřišly nazmar 1955), ale i v některých divadelních záznamech České televize (Těžká Barbora 1960).

## Citáty
| „                      | A jestli Burianovi se říkalo král komiků, pak on sám byl ve své někdy až nepochopitelné skromnosti a pokoře korunním princem komiků. A co ty desítky postav v televizi, v rozhlase a ve filmu. Do historie české filmové veselohry se svým hereckým dílem vepsal kapitolou věru dominující. Ale já ho poznal taky jako kamaráda, skromného, prostého, upřímného člověka bez jakékoliv záludnosti. Neznám nikoho, komu by v životě ublížil a taky neznám nikoho, kdo by ho neměl rád. | “ |
| — František Filipovský | |   |

| „            | Já si u něj vážím takovýho zvláštního herectví. Když jsme s ním s Voskovcem hráli, tak jsme byli...on byl v takovym zvláštním transu. Měl vočička jako zavostřený na nekonečno, že když se na nás díval, tak se vlastně díval krz nás. Zblízka na něm bylo vidět, že je v takovým napětí prapodivným. Mnohdy mně připadal až jako nějaký médium, protože měl fantastický extempore. On nás jima inspiroval. V Oslu a stínu hrál soudce Paprikidesa a my jsme byli ty obžalovaný a naše scéna narůstala, až trvala někdy až hodinu a musela se krátit jenom proto, že z jeho improvizací a z našich narůstal takovej abstraktní les srandy ukrutný, že se to nedalo. | “ |
| — Jan Werich | |   |

## Divadelní role, výběr
- 1926 Molière: Cirkus Dandin, Pan ze Sotenvillu, Osvobozené divadlo (v Divadle Na Slupi), režie Jiří Frejka (první oficiální představení pod názvem Osvobozené divadlo[7])
- 1931 V+W: Don Juan & comp., Leporello, Osvobozené divadlo, režie V+W
- 1931 V+W: Golem, Golem, Osvobozené divadlo, režie Jindřich Honzl
- 1933 V+W: Svět za mřížemi, Poctivý strážník, Osvobozené divadlo, režie Jindřich Honzl
- 1933 V+W: Osel a stín, županos Paprikides, Osvobozené divadlo, režie Jindřich Honzl
- 1934 V+W dle E. M. Labiche: Slaměný klobouk, strýc Vézinet, Osvobozené divadlo, režie Jindřich Honzl
- 1934 V+W: Kat a blázen, Vasca Ibayo, Osvobozené divadlo, režie Jindřich Honzl
- 1935 V+W: Panoptikum, Šišatý Neandrtálec, Marcus Aurelius Šiškapitalis, Mr. Šiškfeller, Osvobozené divadlo, režie Jindřich Honzl
- 1950 V+W: Nebe na zemi, Caverna, Divadlo čs. státního filmu v Karlíně, režie Jiří Frejka
- 1955 V+W: Caesar, Cicero, Divadlo satiry, režie Miloš Nedbal j. h.
- 1957 V+W: Balada z hadrů, Purkmistr, Herec, Divadlo ABC, režie Ján Roháč
- 1963 N. V. Gogol: Ženitba, Starikov, Komorní divadlo, režie Alfréd Radok

## Filmografie, výběr
- 1931 Pudr a benzín
- 1933 Revizor (Chlestakovův sluha)
- 1933 U svatého Antoníčka
- 1934 Hej rup!
- 1934 U nás v Kocourkově (Ešpandr, holič a kadeřník)
- 1934 Nezlobte dědečka (sluha u Daňka)
- 1934 Polská krev (Dynša, správce na statku Baranského)
- 1935 Ať žije nebožtík (Baltazar Souček, Sukův sluha)
- 1935 Jedenácté přikázání (švec Bartoloměj Pecka)
- 1936 Vojnarka
- 1936 Páter Vojtěch
- 1937 Andula vyhrála (komorník Václav)
- 1937 Kříž u potoka (hospodský)
- 1937 Děvče za výkladem
- 1938 Cech panen kutnohorských (kat)
- 1938 Zborov
- 1938 Ducháček to zařídí (Jan Rabas)
- 1938 Škola základ života (prof. Koďousek, matematika)
- 1939 U pokladny stál... (pacient Matyáš Klůcek)
- 1940 Baron Prášil (lesník Patočka)
- 1941 Přednosta stanice (železniční skladník Venda – Václav Pivoda)
- 1944 Počestné paní pardubické
- 1946 Třináctý revír (malíř v krčmě)
- 1946 Nezbedný bakalář (Češpivo, konšel)
- 1948 Hostinec „U kamenného stolu“ (nervózní host v restauraci)
- 1950 Temno (sluha u Březiny Mariánek)
- 1951 Císařův pekař – Pekařův císař (císařův sluha)
- 1952 Divotvorný klobouk (hostinský)
- 1953 Tajemství krve
- 1955 Návštěva z oblak
- 1955 Hudba z Marsu (pořadatel)
- 1955 Vzorný kinematograf Haška Jaroslava (vrchní inspektor Braun)
- 1956 Hrátky s čertem
- 1956 Honzíkova cesta
- 1956 Dobrý voják Švejk (jeden z vazebně zadržených)
- 1957 Florenc 13.30 (dřímající cestující)
- 1957 Poslušně hlásím (vlakový průvodčí)
- 1958 Hvězda jede na jih (celník)
- 1959 Dařbuján a Pandrhola (řezník)
- 1961 Baron Prášil (lodník)
- 1964 Čintamani a podvodník
- 1965 Bílá paní
- 1965 Káťa a krokodýl
- 1966 Lidé z maringotek
- 1967 Ukradená vzducholoď (šéfredaktor novin Světozor)
- 1971 Ženy v ofsajdu
- 1974 Televize v Bublicích a Bublice v televizi
- 1976 Léto s kovbojem
- 1976 Zítra to roztočíme, drahoušku…! (děda u výtahu)
- 1976 Dým bramborové natě
- 1976 Na samotě u lesa
- 1976 Marečku, podejte mi pero! (Plhův otec)
- 1977 Básník, služka a král
- 1978 Šaty po tetě

## Televize
- 1971 Fantom operety (TV seriál) – role: Kváča, divadelní sluha
- 1973 Tetička za všechny peníze (TV mikrokomedie) – role: nápadník tetičky
- 1974 Muž, který se spustil (TV hudební veselohra) – role: děda Hanky